# Dekov
Dekov (bulgariska: Деков) är ett distrikt i Bulgarien.   Det ligger i kommunen Obsjtina Belene och regionen Pleven, i den centrala delen av landet, 170 km nordost om huvudstaden Sofia.